# Sozi
Sozi (Plural: Sozis oder, leicht abwertend, Sozen) ist ein umgangssprachliches, auch abwertendes Kurzwort für einen Anhänger der Sozialdemokratie oder des Sozialismus bzw. ein Parteimitglied entsprechender Parteien.
Heute wird es in Deutschland oftmals auch allgemein als Kurzform für Anhänger oder Mitglieder der SPD oder allgemein für Anhänger der politischen Linke gebraucht, teils durchaus in bekennender Form von den Anhängern selbst, z. B. explizit als Organisationsname bei laizistische Sozis und „Websozis“ oder als Bezeichnung für das Mitgliederbegehren „Sozis gegen die Vorratsdatenspeicherung“, „Sozis für die Legalisierung von Cannabis“, teils jedoch auch als eine pauschale Herabsetzung oder gar als Schimpfwort. Gebräuchlich sind auch die Plurale 'Sozis' oder Sozen, die gelegentlich auch abwertend eingesetzt werden.
In Österreich wurde die Kurzform vor allem während der Zeit des Austrofaschismus verwendet, um die Anhänger der SDAPÖ bzw. des Sozialismus herabzusetzen. Nach 1945 wurden die Anhänger der neugegründeten SPÖ auch als Sozis bezeichnet, allerdings ohne negativen Bezug; heute wird der Begriff nur mehr selten gebraucht.
Einem breiten Fernsehpublikum bekannt wurde das Kurzwort durch die Bemerkung von Ekel Alfred Tetzlaff in der 1970er-Jahre-Comedy Ein Herz und eine Seele: „Willy Brandt, dieser alte Sozi, gehört endlich abgewählt! Jetzt geht der schon vor den Polen und Russen auf die Knie“.
Der Ausdruck Sozi beschreibt in der deutschen Sprache jedoch nicht nur Sozialdemokraten oder Sozialisten, sondern ist auch als Abkürzung verschiedener anderer mit „Sozi“ beginnender Begriffe in Gebrauch. Beispielsweise werden Begriffe wie Sozialamt, Sozialhilfe oder Sozialkunde umgangssprachlich oft „Sozi“ genannt.